# Grupo Desportivo Cruz Vermelha
O Grupo Desportivo Cruz Vermelha é um clube multiesportes africano da Ilha de São Tomé, em São Tomé e Príncipe.
Atualmente, disputa a segunda divisão do Campeonato Santomense de Futebol.